# Premio Snoopy
El Premio Snoopy o Silver Snoopy award es un honor especial otorgado por la NASA a sus empleados y contratistas por logros vinculados a la mejora de la seguridad o al éxito en una misión. El premio está simbolizado por el conocido perro Snoopy, vestido de astronauta.

## Historia
El premio se origina cuando se incendió en tierra la cápsula Apolo 1, con los astronautas Virgil I. Grissom (el que fue el segundo astronauta estadounidense), Edward Higgins White II (el primer astronauta estadounidense en dar un paseo espacial) y el astronauta Roger Chaffee dentro, que murieron abrasados sin que pudieran escapar. Esto casi tira por tierra todo el programa espacial estadounidense.
Tras el estudio del accidente se encontraron numerosos fallos de seguridad. El uso de una atmósfera de oxígeno puro en tierra hacía que fuera extremadamente inflamable el numeroso velcro empleado en la cápsula y que un fuego se propagara fulminantemente. Al desmontar la cápsula encontraron herramientas abandonadas. La escotilla de escape no se podía abrir desde dentro. Irónicamente, Grissom, en el que fue su primer vuelo y fue el segundo vuelo espacial estadounidense, en el programa Mercurio, al amerizar se cree que hizo volar por accidente la escotilla pirotécnica de su cápsula, haciéndola perder en el mar sin que pudiera ser recuperada hasta 1999, en la cual no se encontraron pruebas concretas de qué causó la abertura de la escotilla . Para evitar nuevos accidentes se modificó la escotilla para que no se pudiera abrir desde dentro, y esto hizo que el propio Grissom muriera en ese accidente del Apolo 1, sin que diera tiempo a rescatarlos desde fuera.
La NASA, tras este accidente, creó un programa de premios para mejorar la seguridad del programa espacial entre sus trabajadores y sus proveedores, y recordar que la seguridad de las misiones espaciales está en sus manos. El vincular un personaje conocido se le ocurrió a un director de relaciones públicas de NASA para dar más notoriedad, al igual que el Servicio Forestal de los Estados Unidos usaba al osito Smokey Bear. Charles M. Schulz, creador del personaje y un entusiasta del programa espacial, ofreció sin costo para la NASA a Snoopy. Los premios se empezaron a otorgar en 1968.

## Premio
El premio consiste en un diploma firmado y enmarcado, además de un pin o insignia de plata que muestra el conocido personaje Snoopy vestido de astronauta. Como anécdota, el pin ha volado también al espacio y con el pin se entrega también un certificado que indica en cuál misión ha viajado. El premio es otorgado al destinatario en su lugar de trabajo, rodeado de sus compañeros, por astronautas de la NASA en activo, representando su reconocimiento al aporte del premiado.
Los premios Snoopy tan solo se otorgan al 1% de los candidatos propuestos, y por mejoras significativas en la seguridad o calidad de las misiones espaciales. Una persona puede recibir el premio solo una vez en su vida. El premio no se otorga póstumamente, ni como reconocimiento de una larga carrera, ni tampoco por jubilación o retiro del servicio. En junio de 2009, 12.083 personas habían sido premiadas desde el inicio del programa de premios.